# Култ към мъртвата крава
Култ към мъртвата крава (Cult of the Dead Cow) е анархистична хакерска групировка, създадена през 1984 в Тексас. Неин водач е Swamp Ratte, който в миналото е бил системен администратор на BBS. Автори са на един от най-известните в миналото троянски коне – Back Orifice.
Дело на хакерите от CDC е софтуерът за мрежова администрация "Back Orifice 2000" (името е подигравка със софтуера Microsoft BackOffice Server). С него могат да се командват от разстояние компютри, използващи операционната система Microsoft Windows (всички версии до Windows XP).